# Château Minuty
Le Château Minuty est un domaine viticole de 170 hectares situé à Gassin, dans la presqu’île de Saint-Tropez.
Il produit des AOC côtes-de-provence, en cru classé depuis 1955, et des vins en IGP Var.

## Histoire
La vigne est cultivée depuis de nombreux siècles à Gassin. Un livre terrier de 1691 note ainsi les vignes du domaine de Joseph Minuty. C’est ce nom de famille qui a donné son nom au quartier puis au château.
Le domaine a longtemps appartenu à la famille Germondy, qui a marqué l’histoire de Gassin et de la Presqu’île par ses notables, fournissant notamment des notaires royaux. M. Berger-Germondy est membre de la société d’agriculture, d’horticulture et d’acclimatation de Cannes et de l’arrondissement de Grasse à la fin du XIXe siècle. Identifié à Minuty, il est récompensé en 1891 lors d’une exposition organisée à Cannes « pour ses échantillons de vins de vignes greffées et son vin de Saint-Sauveur ».
Le château Minuty a été créé en 1936 lorsque le propriétaire, Gabriel Farnet, fit replanter les vignes sur le domaine après son rachat. Dans les années suivantes, le domaine a souffert lors de l’occupation d’une partie de ses terres par les troupes alliées, empêchant la taille des vignes durant deux années. Il fait partie des 23 domaines de Provence qui obtiennent en 1955 la mention cru classé.
Le domaine appartient depuis à la famille Matton-Farnet, Étienne Matton ayant succédé à son beau-père, et ses deux fils, François (qui a fait des études de gestion) et Jean-Étienne (œnologue), ayant repris la direction dans les années 1990. La fille de ce dernier rejoint l’équipe dirigeante en 2022,. Depuis les années 2000, en modernisant l’exploitation, en développant le négoce et en rachetant des vignes, les trois frères et sœur font prospérer l’appellation : en une quinzaine d’années les ventes sont multipliées par six.
En 2010 déjà, le magazine Le Point précise que c’est « l'un des plus importants producteurs de la région » avec 2,5 millions de bouteilles annuelles. Dans un article quatre ans après, La Revue du vin de France le présente comme « le domaine numéro 1 de la presqu’île de Saint-Tropez ». Il est reconnu par ses concurrents et par d’importants acteurs du monde du vin. Dans un entretien en 2015 dans La revue du vin de France  Sacha Lichine rappelle que « Minuty est une marque qui marche très bien à l’export avec plus de deux millions de bouteilles », propos confirmés en mars 2016, dans un entretien au même journal. Challenges parle du « domaine phare de la presqu'île de Saint-Tropez ». Christophe Navarre, président du groupe Moët Henessy, à qui a été prêté l’intention de vouloir racheter le Château Minuty, précise : « Nous avons démenti, même s’il existe un engouement pour le rosé sur la Côte d’Azur, en France et au-delà. L’été crée le goût pour le vin à la robe rose ou plus colorée ».
Le domaine est alors également convoité par Bernard Arnault, ainsi qu’Alexandre Ricard pour son groupe
En 2023, le groupe LVMH annonce le rachat du domaine, pour une somme estimée entre 350 et 450 millions d’euros. Cet achat s’inscrit dans une dynamique d’acquisition dans le domaine des vins haut de gamme par Moët Hennessy,,. Le domaine commercialise alors 9 millions de bouteilles.

### Un rôle historique dans la promotion des appellations de Provence
En 1933, Gabriel Farnet, propriétaire du château, est à l’origine de la création de l’Association syndicale des propriétaires vignerons du Var, créé pour la défense et la promotion de l’appellation Côtes de Provence.
L’importance du domaine et de ses propriétaires se maintient dans les décennies suivants. En 1967, Étienne Matton, qui a succédé à Gabriel Farnet, à la tête du domaine, est l’un des trois propriétaire de domaines de Côtes de Provence (sur six viticulteurs au total) à figurer au comité régional du sud de la France instauré pour la réforme des AOC. Il y défend notamment les intérêts des crûs classés et milite en faveur du passage à l’AOC. Il souhaite que les crûs classés bénéficient immédiatement de l’appellation AOC, avec la mention « villages ». Il bénéficie du soutien de la commune de Gassin qui dépose, en 1966, une demande de classement de la presqu’île de Saint-Tropez en AOC. Peu favorable aux coopérativistes, il s’oppose néanmoins à certains grands domaines qui demande la création d’une AOC même contre l’intérêt général.
Minuty a été l’un des principaux artisans dans la seconde moitié du XXe siècle dans la transformation du rosé, considéré jusque-là comme un vin de second ordre, en produit de luxe.

## Architecture

### Le château
Au milieu du XIXe siècle, il existait une bastide de 54 m2. Elle fut augmentée lors de travaux réalisée à la fin des années 1860. Le château est utilisé aujourd’hui dans un cadre essentiellement privé. Toutefois, des cours de cuisine sont proposés également.

### La chapelle

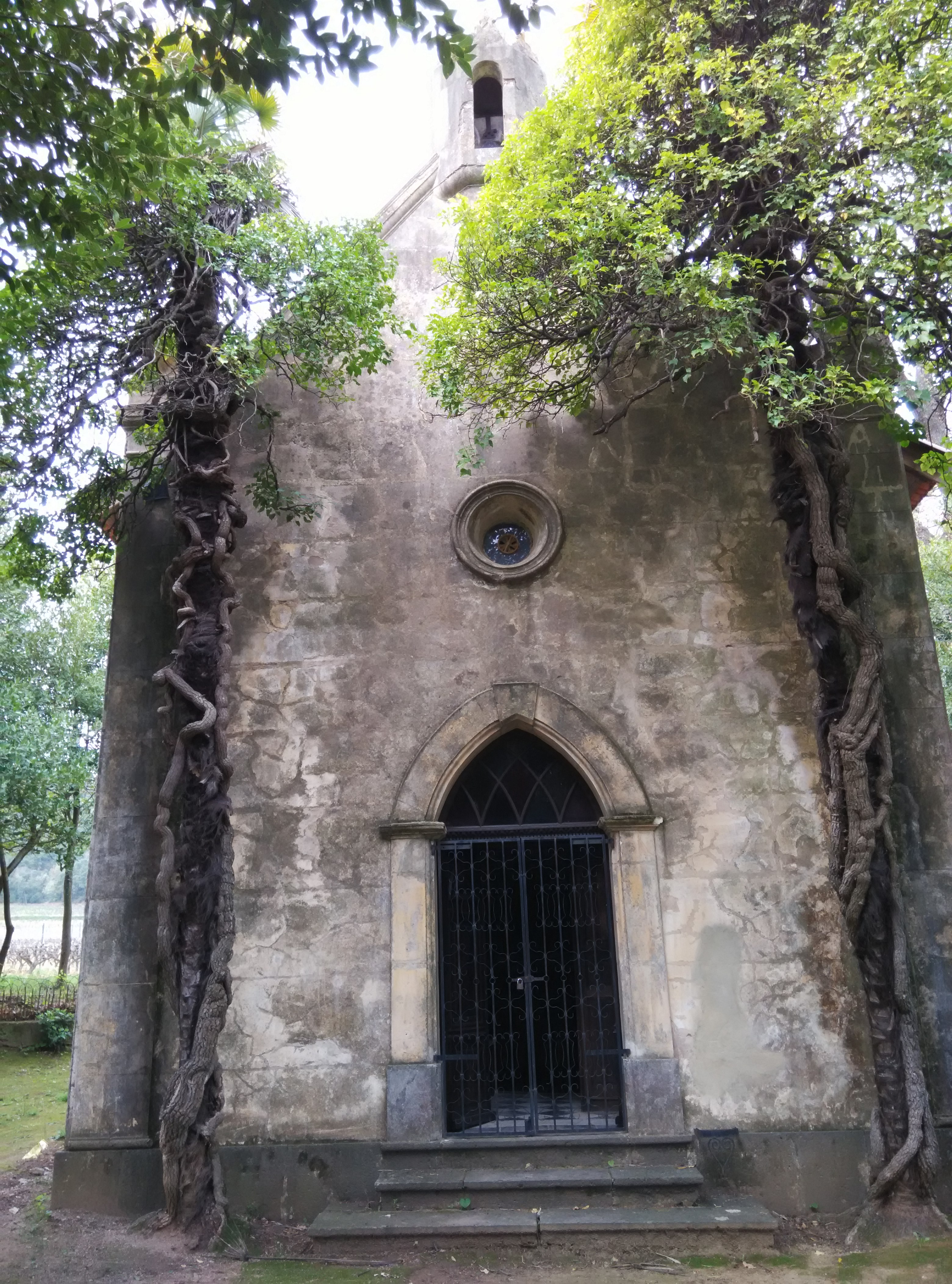
Chapelle du Château Minuty

La chapelle privée du domaine a été bâtie en 1865, à la demande de Zélia Fouque, veuve de Claude Germondy, probablement à la suite de la mort de son fils puis de son époux dans les années précédentes.

Située dans un enclos de 300 m2, elle mesure 70 m2. 

« Le sommet de la façade est orné d’un petit édicule où se trouve la cloche, de forme polygonale, surmonté d’un toit conique. Il est encadré de deux pinacles. L’abside comporte une frise d’arceaux sur sa partie supérieure. La chapelle est à nef unique. [...] Dans le chœur, l’autel en marbre est habillé de 6 chandeliers, d’une croix et d’un canon d’autel. Tout le mobilier est en parfait état. Le plafond est orné de médaillons circulaires représentant les symboles des quatre évangélistes. [...] Il s’agit là d’un ensemble cohérent dont la totalité du mobilier est datée du Second Empire." »

Consacrée en 1938, la chapelle était utilisée régulièrement jusqu’au milieu du XXe siècle, notamment du fait de la foi des ouvriers espagnols. Elle sert depuis à certains événements familiaux et au début des vendanges.
C’est en son honneur qu’a été créée la Cuvée de l’Oratoire.

### Les espaces d’accueil et de dégustation
Le château organise des visites et des dégustations pour les professionnels et les particuliers. Des espaces de dégustation dédiés à ces deux populations ont été créés.
Les vins récents sont proposés à la vente.
Le bâtiment a été agrandi et réaménagé par les cabinets Villecroze et Mignot & Saguez,.

### Les cuves
Des cuves modernes ont été installées au début du XXIe siècle en face du château, de l’autre côté de la route de la Berle.

## Terroir
Le vignoble s’étend sur 170 hectares, dont 55 d’un seul tenant à Gassin sur des sols calcaire-schisteux, complétés par 10 hectares à Gassin et 45 hectares sur la commune voisine de Ramatuelle sur la presqu’île de Saint-Tropez, 5 hectares à La Garde-Freinet et 2,5 hectares au Plan-de-la-Tour pour le golfe de Saint-Tropez et 53 hectares à Vidauban,,, propriété historique de la branche Farnet, dans la famille depuis 1850.
L’encépagement se compose de grenache et de tibouren, un cépage typiquement provençal, pour les rosés, de rolle pour les blancs et de syrah et mourvèdre pour les rouges.

## Le château Minuty dans la culture populaire
Le château apparaît dans deux scènes du film Le Gendarme et les Extra-terrestres.

## Sponsoring
Le domaine subventionne des événements pour réaliser sa publicité. En 2019, en marge du festival de Cannes, Minuty sponsorise ainsi une soirée promotionnelle pour l’archipel des îles d’Exumas et ses cochons nageurs, avec notamment la projection du film Pigs of Paradise.

## Source et bibliographie

### Ouvrages
- Inventaire du mobilier liturgique de la chapelle privée du château Minuty, Syndicat mixte du golfe de Saint-Tropez et du pays des Maures, juillet 2004, 86 p.

### Articles
- Caroline Espigues, « Château Minuty : une chapelle privée en terre gassinoise (Var) », in Freinet pays des Maures, Conservatoire du patrimoine du Freinet, no  5, 2004 (lire en ligne).
- « Saint-Tropez Chapelle de Brigitte Bardot Gassin Château Minuty », sur Var-Matin, 17 décembre 2017 (consulté le 3 juin 2019)
- Pierre Casamayor, « Château Minuty. Le rosé high tech de Saint-Tropez », La Revue du vin de France,‎ juillet-août 2014, p. 92-95 (lire en ligne)
- Linda Lindorff, "Provence lockar med rosé för vinresenärer", Expressen, 2 juillet 2015 (lire en ligne)
- Guillaume Rebière, « Chez Minuty, le vin se visite sous le signe de la qualité », Le Journal du Dimanche, 5 septembre 2014. (en ligne)

### Reportage
- Du massif des Maures au golfe de Saint-Tropez, Des Racines et des Ailes, France 3, émission du 13 mai 2015 (présentation) (voir en ligne)